# Плутонийтрикобальт
Плутонийтрикобальт — бинарное неорганическое соединение
плутония и кобальта
с формулой Co3Pu,
кристаллы.

## Получение
- Сплавление стехиометрических количеств чистых веществ:

{\displaystyle {\mathsf {Pu+3Co\ {\xrightarrow {1230^{o}C}}\ Co_{3}Pu}}}

## Физические свойства
Плутонийтрикобальт образует кристаллы
тригональной сингонии,
пространственная группа R 3m,
параметры ячейки a = 0,8635 нм, α = 33,66°, Z = 3,
структура типа плутонийтриникель Ni3Pu
(в гексагональной установке параметры ячейки a = 0,5003 нм, c = 2,442 нм, Z = 9)

Также сообщается о кристаллах
ромбической сингонии,
параметры ячейки a = 1,413 нм, b = 0,493 нм, c = 0,993 нм
.
Соединение образуется по перитектической реакции при температуре 1230°С.

## Химические свойства
- Разлагается при нагревании:

{\displaystyle {\mathsf {Co_{3}Pu\ {\xrightarrow {>1230^{o}C}}\ Co_{2}Pu+Co}}}